# Первомайский (Романовский район)
Первомайский — посёлок в Романовском районе Алтайского края. Входит в состав Тамбовского сельсовета.

## История
Основан в 1954 году.

## География
Уличная сеть представлена тремя объектами: ул. Набережная, ул. Садовая, ул. Центральная. У посёлка пруд.
На западной, северной окраинах посёлка проходит административная граница с Завьяловским районом. Менее чем в 25 км находится Мамонтовский район.

## Население
| 1997 | 1998 | 1999 | 2000 | 2001 | 2002 | 2003 |
| ---- | ---- | ---- | ---- | ---- | ---- | ---- |
| 156  | ↘138 | ↘134 | ↘104 | ↗108 | ↗118 | ↘92  |
| 2004 | 2005 | 2006 | 2007 | 2008 | 2009 | 2010 |
| ↘59  | ↗68  | ↗70  | ↗74  | ↘59  | ↘57  | ↘51  |
| 2011 | 2012 | 2013 |      |      |      |      |
| ↘49  | ↘44  | ↘40  |      |      |      |      |

## Транспорт
Подъезд к автодороге межмуниципального значения 01К-45 Селиверстово — Грановка — Закладное — Тамбовский — Завьялово, и далее по ней на автодорогу регионального значения 01К-23 Романово — Завьялово — Баево — Камень-на-Оби